# Bestialstwo
Bestialstwo (gr. θηριότης, theriotes) – w etyce Arystotelesa, trwała dyspozycja upodabniająca człowieka do zwierzęcia stanowiąca przeciwieństwo niemożliwej do pełnego określenia „cnoty nadludzkej” upodabniającej człowieka do bóstwa.
W pierwszym rozdziale VII księgi Etyki nikomachejskiej (1145 b) Arystoteles określa ją jako obelżywe miano nadawane ludziom, którzy przekraczają miarę w nikczemności. Bestialstwo ma występować rzadko, najczęściej wśród barbarzyńców lub jako efekt choroby lub kalectwa. Arystoteles wprowadza tu na tle etyki złotego środka rozróżnienie pomiędzy trwałymi dyspozycjami etycznymi, których należy unikać (wadami etycznymi): nikczemnością, nieopanowaniem i właśnie bestialstwem. Przeciwieństwem nikczemności ma być dzielność etyczna, nieopanowania – opanowanie, bestialstwa – trudna do określenia „przechodząca nasze siły i poniekąd boska dzielność”. Bestialstwa nie można utożsamiać z nikczemnością, gdyż ani zwierzętom, którym ono przysługuje, ani bogom, którym przysługuje jego przeciwieństwo, nie przysługuje cnota we właściwym sensie. Bogom nie przysługuje cnota, gdyż doskonałość bogów jest czymś od niej wyższym – skoro więc cnota jest czymś innym niż „cnota nadludzka”, przeciwieństwo „cnoty nadludzkiej”, którym jest bestialstwo, nie może być tym samym, co przeciwieństwo cnoty ludzkiej, którym jest nikczemność.
W piątym rozdziale VII księgi Etyki nikomachejskiej (1148 b) trwała dyspozycja, jaką jest bestialstwo zostaje odróżniona od nieopanowania: nieopanowanie to brak umiaru w przyjemnościach. Bestialstwo to brak umiaru w przyjemnościach, które nie są przyjemnościami z natury, lecz stały się takimi na skutek wrodzonych wad – należy je odróżnić od trwałych dyspozycji odpowiadających przyjemnościom naturalnym i trwałych dyspozycji odpowiadających przyjemnościom nienaturalnym, które stały się takimi na skutek zboczenia lub przyzwyczajenia. Jako przykłady dyspozycji bestialskich Arystoteles podaje tu kobietę, która rozcinała kobiety brzemienne i zjadała ich dzieci oraz barbarzyńców znad Morza Czarnego (prawdopodobnie Scytów) jedzących surowe mięso i mięso ludzkie.
W piątym rozdziale II księgi Etyki wielkiej (1200 b) bestialstwo określa się jako „pewien nadmiar zła” lub „bycie złym absolutnie”. Termin „bestialstwo” autor Etyki wielkiej wyprowadza ze zwyczaju nazywania człowieka, który wydaje się być absolutnie zły „bydlęciem”. Przeciwna bestialstwu cnota nie posiada nazwy, gdyż „wykracza poza ludzką miarę”. Autor Etyki wielkiej pisze, że „ta cnota jest bezimienna, ponieważ odnosi się do boga”. Cnota przekraczająca ludzką miarę przekracza ludzką miarę tak, jak przekracza ludzką miarę bestialstwo.